# Cardepia arenaria
Cardepia arenaria är en fjärilsart som beskrevs av George Francis Hampson 1903. Cardepia arenaria ingår i släktet Cardepia och familjen nattflyn. Inga underarter finns listade i Catalogue of Life.